# Stanstead Abbots
Stanstead Abbots est une paroisse civile et un village du Hertfordshire, en Angleterre.